# Château-Gontier
Pour les articles homonymes, voir Château (homonymie) et Gontier.
Château-Gontier est une commune déléguée française, située dans le département de la Mayenne en région Pays de la Loire, peuplée de 11 533 habitants. La fusion de Château-Gontier avec Azé et Saint-Fort au 1er janvier 2019 engendre la création de Château-Gontier-sur-Mayenne.
La commune fait partie de la province historique de l'Anjou (Haut-Anjou).

## Géographie
Cité du Haut-Anjou, traversée par la Mayenne, Château-Gontier est une sous-préfecture de la Mayenne, situé dans la Mayenne angevine, à 30 km au sud de Laval qui est la préfecture de ce département et à 40 km au nord d'Angers.
L'agglomération de Château-Gontier réunit les bourgs de Bazouges, Azé et Saint-Fort. Cette unité urbaine regroupait en 2010 16 373 habitants.
Château-Gontier détient le marché aux veaux le plus grand d'Europe (parc Saint-Fiacre).

### Communes limitrophes
| Marigné-Peuton   | Loigné-sur-Mayenne  | Loigné-sur-Mayenne |
| Laigné, Ampoigné | Château-Gontier     | Azé                |
| Chemazé          | Chemazé, Saint-Fort | Saint-Fort         |

### Géologie et relief
Le point culminant, recensé à la cote de 99 m sur le répertoire géographique des communes de l'IGN, atteint en fait 102 m au nord-ouest de Bazouges. Il se situe près du lieu-dit la Forêt Neuve. Le point le plus bas (26 m) correspond à la sortie de la Mayenne du territoire, au sud.
Château-Gontier se trouve à moins de 15 km du bassin houiller de Laval daté du Culm, du Viséen supérieur et du Namurien (daté entre -346 et -315 millions d'années).

## Toponymie
L'établissement d'un château par Foulque Nerra est attestée en 1007 dans le territoire de Bazouges, que le comte avait retiré aux religieux de Saint-Aubin en échange d'Hondainville. La garde de ce château est confiée à l'un des officiers du comte nommé Gontier.
Le toponyme est attesté sous la forme Castrum Gunterii en 1037.
Durant la Révolution française, la commune porte le nom de Mont-Hardi.
Le toponyme de l'ancienne commune de Bazouges est un des nombreux toponymes issus du latin basilica, « marché » puis « église ». Il est attesté sous la forme Basilicas en 1037.

## Histoire

### DuXIXeauXXIesiècle
Pendant l'hiver de 1805-1806, il y a une épidémie de grippe importante signalée par Chevallier.
En 1809, Château-Gontier absorbe les communes de Bazouges, Saint-Rémy et Azé. Cette dernière ainsi que Bazouges retrouvent leur indépendance quelques années plus tard, tandis que Saint-Rémy est réattribué à Saint-Fort en 1813.
En 1815, quarante élèves du collège s'enrôlent sous les ordres de Louis d'Andigné. En 1832, la commission militaire présidée par le colonel Achille Baraguey d'Hilliers prononce la peine de mort contre les chefs du soulèvement légitimiste.
En janvier 1848, une émeute causée par la cherté du grain est réprimée militairement.
Un établissement thermal créé par le docteur Henri-Louis Bayard a existé au XIXe siècle. Les eaux sont connues au moins depuis le commencement du XVIIe siècle. Bayard cherche à mener un grand projet thermal : faire de Château-Gontier une ville thermale. Il reste de nos jours des vestiges de ce projet : les maisons de type balnéaire de la rue des Roses.
En janvier 1871, Eugène Delattre fait arborer le drapeau noir, aussitôt descendu. Henri de Cathelineau a son quartier général à Château-Gontier lors de la guerre franco-allemande de 1870.

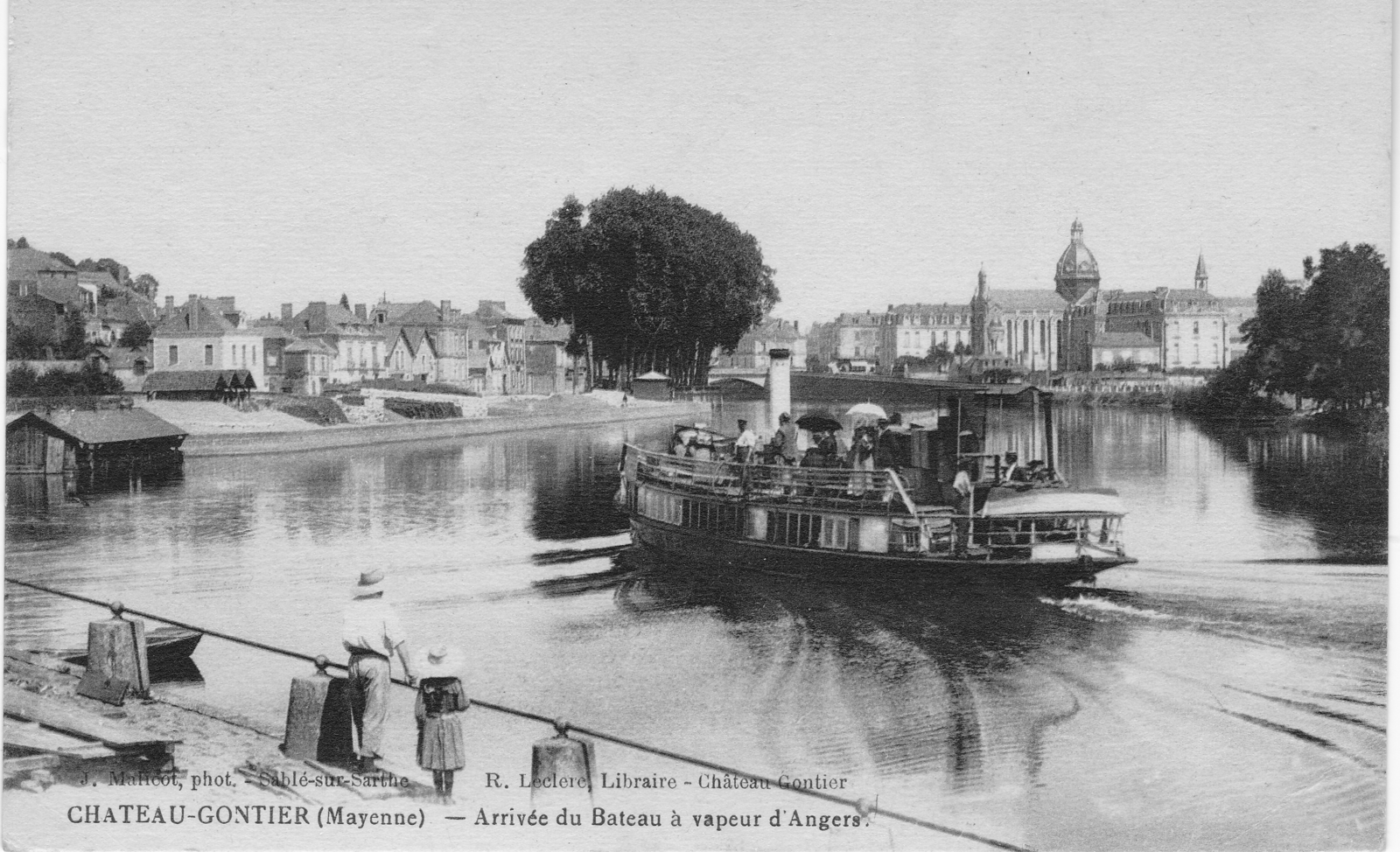
La Mayenne à Château-Gontier en 1924

L'inventaire de 1906 pour l'église Saint-Jean est remis du lundi 5 février à une date ultérieure en raison de l'opposition catégorique des paroissiens, et ne put réussir à la seconde tentative. L'inventaire s'accomplit le mercredi après protestations dans les deux églises.
Les communes de Château-Gontier et Bazouges s'associent en 1990, la fusion devenant totale en 2006.
La ville de Château-Gontier a fêté son millénaire en 2007.
Le 1er janvier 2019, la commune de Château-Gontier fusionne avec Azé et Saint-Fort. La commune nouvelle, qui prend le nom de Château-Gontier-sur-Mayenne, devient la deuxième commune la plus peuplée du département.

## Politique et administration

### Administration municipale

#### Administration actuelle
Depuis le 1er janvier 2019, Château-Gontier constitue une commune déléguée au sein de la commune nouvelle de Château-Gontier-sur-Mayenne, et dispose d'un maire délégué.
| Période                                  | Période  | Identité         | Étiquette | Qualité                                                                                  |
| ---------------------------------------- | -------- | ---------------- | --------- | ---------------------------------------------------------------------------------------- |
| janvier 2019                             | mai 2020 | Bruno Hérissé    |           | vice-président de la communauté de communes chargé des affaires sociales et du personnel |
| mai 2020                                 | En cours | Vincent Saulnier | UDI       |                                                                                          |
| Les données manquantes sont à compléter. |          |                  |           |                                                                                          |

#### Administration ancienne
| Période | Période | Identité                           | Étiquette | Qualité |
| ------- | ------- | ---------------------------------- | --------- | ------- |
|         |         |                                    |           |         |
| 1835    | 1858    | Joseph Salmon                      |           |         |
| 1858    | 1870    | Louis Hardy                        |           |         |
| 1870    | 1873    | Jean Dauphin                       |           |         |
| 1873    | 1881    | Eléonore Boucher                   |           |         |
| 1881    | 1885    | Emile Joseph                       |           |         |
| 1885    | 1900    | Camille Rogon, comte de Carcaradec |           |         |
| 1900    | 1912    | Louis Denieul                      |           |         |
| 1912    | 1925    | Henry Walsh, vicomte de Serrant    |           |         |
| 1925    | 1940    | Félix Rivière                      |           |         |
| 1940    | 1945    | Jules Ledroit                      |           |         |
| 1945    |         | Gabriel Dupré                      |           |         |

Le conseil municipal est composé de trente-trois membres dont le maire et neuf adjoints.

## Population et société

### Démographie
En 2021, la commune comptait 11 533 habitants. Depuis 2004, les recensements des communes de plus de 10 000 habitants ont lieu au moyen d'enquêtes annuelles par sondage. 
Le tableau ci-dessous tient compte de l'association puis fusion avec Bazouges à partir de 1990.
| 1793  | 1800  | 1806  | 1821  | 1831  | 1836  | 1841  | 1846  | 1851  |
| ----- | ----- | ----- | ----- | ----- | ----- | ----- | ----- | ----- |
| 5 605 | 4 546 | 4 834 | 5 963 | 6 143 | 6 226 | 6 485 | 6 749 | 6 799 |

| 1856  | 1861  | 1866  | 1872  | 1876  | 1881  | 1886  | 1891  | 1896  |
| ----- | ----- | ----- | ----- | ----- | ----- | ----- | ----- | ----- |
| 7 066 | 7 214 | 7 364 | 7 048 | 7 218 | 7 107 | 7 334 | 7 281 | 7 227 |

| 1901  | 1906  | 1911  | 1921  | 1926  | 1931  | 1936  | 1946  | 1954  |
| ----- | ----- | ----- | ----- | ----- | ----- | ----- | ----- | ----- |
| 7 080 | 6 975 | 6 815 | 6 097 | 6 280 | 6 291 | 6 307 | 6 676 | 6 729 |

| 1962  | 1968  | 1975  | 1982  | 1990   | 1999   | 2006   | 2011   | 2016   |
| ----- | ----- | ----- | ----- | ------ | ------ | ------ | ------ | ------ |
| 7 065 | 7 888 | 8 342 | 8 023 | 11 085 | 11 131 | 11 025 | 11 690 | 11 807 |

| 2019   | - | - | - | - | - | - | - | - |
| ------ | - | - | - | - | - | - | - | - |
| 11 852 | - | - | - | - | - | - | - | - |

| 1793  | 1800  | 1806  | 1821  | 1831  | 1836  | 1841  | 1846  | 1851  |
| ----- | ----- | ----- | ----- | ----- | ----- | ----- | ----- | ----- |
| 1 790 | 1 567 | 1 787 | 2 256 | 1 537 | 1 621 | 1 653 | 1 740 | 1 838 |

| 1856  | 1861  | 1866  | 1872  | 1876  | 1881  | 1886  | 1891  | 1896  |
| ----- | ----- | ----- | ----- | ----- | ----- | ----- | ----- | ----- |
| 1 877 | 1 889 | 1 769 | 1 727 | 1 679 | 1 631 | 1 616 | 1 592 | 1 565 |

| 1901  | 1906  | 1911  | 1921  | 1926  | 1931  | 1936  | 1946  | 1954  |
| ----- | ----- | ----- | ----- | ----- | ----- | ----- | ----- | ----- |
| 1 533 | 1 479 | 1 485 | 1 350 | 1 305 | 1 313 | 1 263 | 1 366 | 1 346 |

| 1962  | 1968  | 1975  | 1982  | - | - | - | - | - |
| ----- | ----- | ----- | ----- | - | - | - | - | - |
| 1 328 | 1 454 | 2 092 | 2 775 | - | - | - | - | - |

### Enseignement

#### Collèges
- Collège Paul-Émile-Victor.
- Collège Jean-Rostand.
- Collège Saint-Michel.

### Manifestations culturelles et festivités
Situé dans le pôle culturel des Ursulines, le Carré est une structure de diffusion culturelle, labellisée scène nationale en 2002 et centre d'art contemporain.
La Chalibaude est un festival gratuit des arts de la rue qui a été créée en 1989 et propose chaque année une programmation variée: des propositions circassiennes, du théâtre burlesque, de la danse, des arts plastiques…
Le festival de la BD, le festival Blues in Haut Anjou sont d'autres actions culturelles qui rythment l'année.

### Association
Les scouts et guides de France, groupe Jean-Paul II, existent depuis près de 80 ans. Anciennement appelé groupe Lieutenant Morillon, il se situe à côté de l'église Saint-Rémi, impasse du Haras.

### Sports
- L'Ancienne Château-Gontier fait évoluer deux équipes de football en ligue des Pays de la Loire et deux autres en divisions de district[28].
- Depuis 2018, le Groupement Jeunes Chateau-Gontier (Château-Gontier/Azé) réunis les jeunes footballeurs des clubs l'Ancienne Château-Gontier, de l'ES Azé, de AG Laigné et de l'AS Loigné. Dès 2011, avait été créé le Groupement Jeunes Haut-Anjou par le FC Chateau-Gontier, avec actuellement le SC Anjou (Bierné/Gennes/Coudray), l'US Villiers, et l'AS Grez.
- Le Football Club de Château-Gontier fait évoluer une équipe de football en ligue des Pays de la Loire et trois autres en divisions de district[29].
- Chaque année à Château-Gontier se déroule la Corrida, une course à pied de 10 kilomètres qualificative pour les Championnats de France d'athlétisme.
- C'est à Château-Gontier que se trouve le seul club de natation synchronisée de la Mayenne.
- Le Club nautique de Château-Gontier est le club d'aviron de la ville. Plusieurs rameurs ont fait partie de l'équipe de France d'aviron.
- Le Tennis Club de Château-Gontier.
- Le Rugby Club Château-Gontier est le club de rugby de la ville. Il évolue en 1re Série.
- Union Sud-Mayenne handball est le club de handball. Fusion avec les communes de Vaiges et de Meslay.
- Sud-Mayenne basket, fusion de l'ES Azé et Château-Gontier basket.

### Culture
La bibliothèque du Pays de Château-Gontier, précédemment rue Jean-Bourré, a laissé la place début 2014 à une nouvelle médiathèque, avenue Carnot, à Bazouges. Les visiteurs peuvent découvrir les cinq univers thématiques de la bibliothèque et consulter ou emprunter des livres et des films. Tout au long de l’année, la bibliothèque propose des animations : lecture de contes, expositions, clubs de lectures, rencontres avec des auteurs… Plus grande et plus accessible, la nouvelle médiathèque offre aux visiteurs davantage de CD, DVD, presse et ressources électroniques.
Situé dans le pôle culturel des Ursulines, le Carré est une structure de diffusion culturelle, labellisée scène nationale en 2002 et centre d'art contemporain.
Chaque année depuis 2015, un stage de musique a lieu en juillet à Château-Gontier, « L'académie internationale d'été de Château-Gontier », dans lequel interviennent des professeurs talentueux et plus d'une centaine d'élèves venant de France et de l'étranger,.

### Label
La commune est une ville fleurie (quatre fleurs) au concours des villes et villages fleuris.

### Jumelages
Château-Gontier est jumelée avec trois villes :
- Murrhardt (Allemagne) depuis le 24 septembre 1966 ;
- Frome (Angleterre) depuis le 7 juin 1975 ;
- Rabka-Zdrój (Pologne) depuis 2008.

### Festivals
- Le festival de musique V and B Fest' qui se déroule fin août sur le domaine de la Maroutière.
- Le festival musical Le Foirail qui se déroule chaque année en septembre dans le Couvent des Ursulines.
- Le Festival Voisinages, spectacles variés en tout genre, se déroule chaque année dans la salle de spectacle Le Carré, Scène Nationale.
- La fête de la Saint-Fiacre qui se déroule à côté de la salle du Haut-Anjou et non loin de l'hôpital, est une petite fête foraine.

### Médias
Depuis 1965, le Haut-Anjou est le journal local de Château-Gontier. Sa parution est hebdomadaire, chaque vendredi.

## Culture locale et patrimoine

### Lieux et monuments

#### Monuments historiques
La commune compte quinze monuments historiques, dont la plupart sont situés dans le secteur sauvegardé qui s’étend sur 66 hectares :
- Les halles, édifiées en 1892, inscrites partiellement par arrêté du 25 septembre 1997[35].
- L'hôtel du Tertre de Sancé, construit aux XVe et XVIe siècles et réaménagé au début du XVIIIe, inscrit par arrêté du 3 février 1993[36].
- L'hôtel de Lantivy, construit au XVIIe siècle par la famille de Lantivy à partir de deux maisons datant du XVIe siècle. Il a été classé  par arrêté du 10 mai 1988[37].
- La maison à tourelle de la rue de la Harelle, inscrit par arrêté du 7 mars 1952[38].
- L' hôtel de Saint-Luc, construit aux XVIIe et XVIIIe siècles, inscrit par arrêté du 26 juin 1989[39].
- Le café de la Mairie, dont le décor intérieur a été réalisé de 1900 à 1904 par le céramiste lorrain Schuller et le peintre Pierre-Louis Richard. Il a été inscrit par arrêté du 11 avril 1990[40].
- Le château de Château-Gontier du XIIIe siècle, inscrits par arrêté du 5 avril 1930[41].
- Le lycée Victor-Hugo, édifié en 1731, inscrit partiellement par arrêté du 6 juin 1995[42].
- L’ancienne hôtellerie du Louvre, du XVIIe siècle, inscrit par arrêté du 23 décembre 1987[43].
- Le manoir de Montviant, situé sur l’ancienne commune de Bazouges, a été édifié aux XVIIIe et XIXe siècles. Il a été inscrit par arrêté du 24 juin 1975[44].
- Le couvent des Ursulines, édifié au XVIIe siècle autour d’un manoir datant du XVe siècle. Le couvent lui-même ainsi que le manoir de la Touche ont été classés par arrêté du 31 octobre 1991. La chapelle ruinée et des bâtiments annexes ont été inscrits par arrêté du 9 décembre 1992[45].
- L’église de la Trinité, rue du Général Lemonnier (XVIIe siècle), église de l’ancien couvent des Ursulines, classée par arrêté du 29 octobre 1969[46].
- L’église Saint-Jean-Baptiste, place Saint-Jean du XIe siècle, cruciforme terminée par trois absides ; crypte sous le chœur, clocher central du XIIe siècle, restauré au XIXe. Elle a été classée par arrêté du 20 février 1941[47].
- La chapelle du Genêteil, rue du Général Lemonnier  édifiée au XIIe siècle, a été classée par arrêté du 9 juillet 1980[48]. C’est aujourd’hui un endroit où des artistes contemporains exposent temporairement (sculptures, gravures, peintures…).
- La chapelle du Moulinet, chemin de Bozeil située sur l’ancienne commune de Bazouges, a été édifiée au XVIe siècle. Elle a été inscrite par arrêté du 27 avril 1976[49].

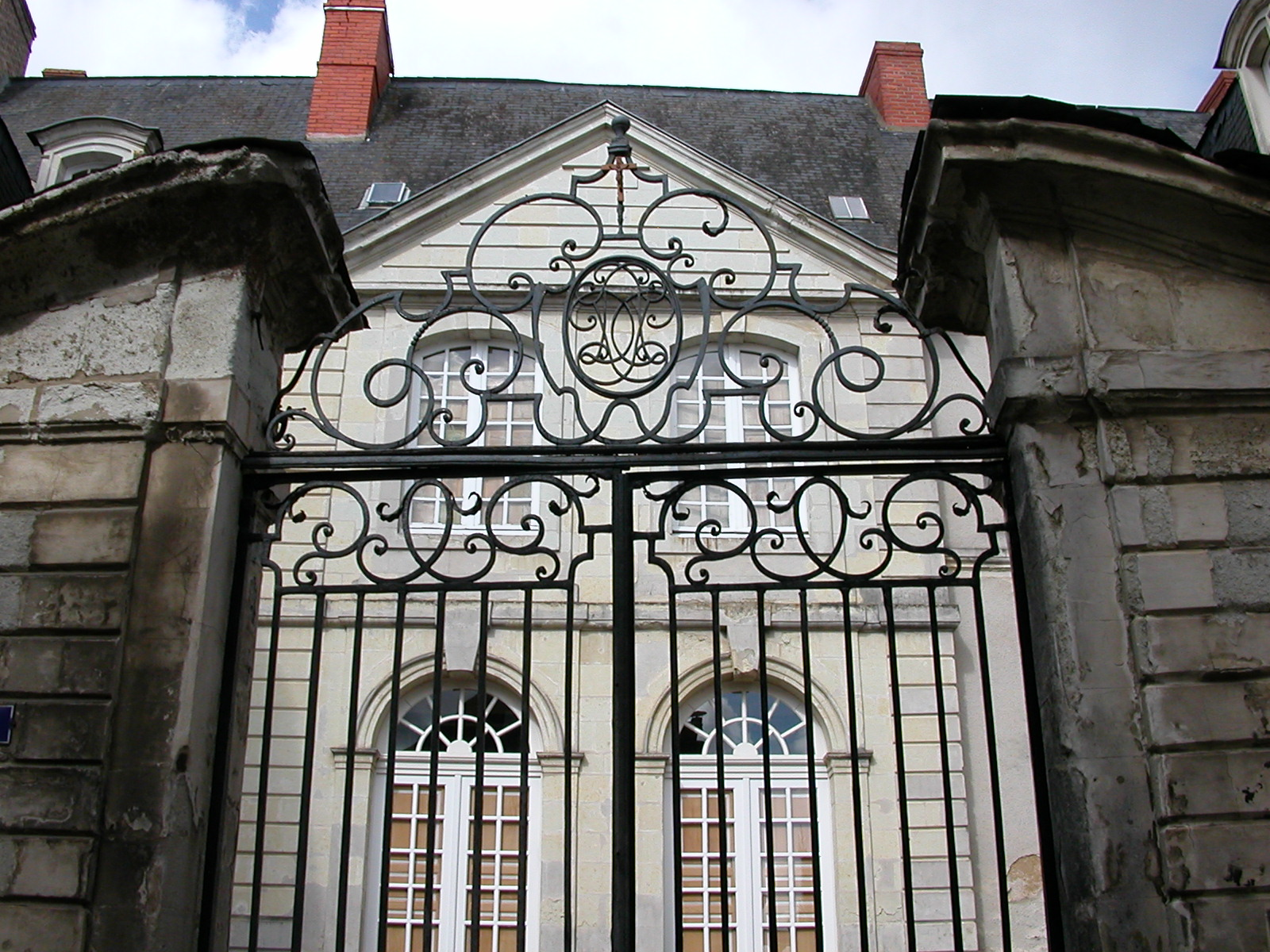
L’hôtel du Tertre de Sancé.
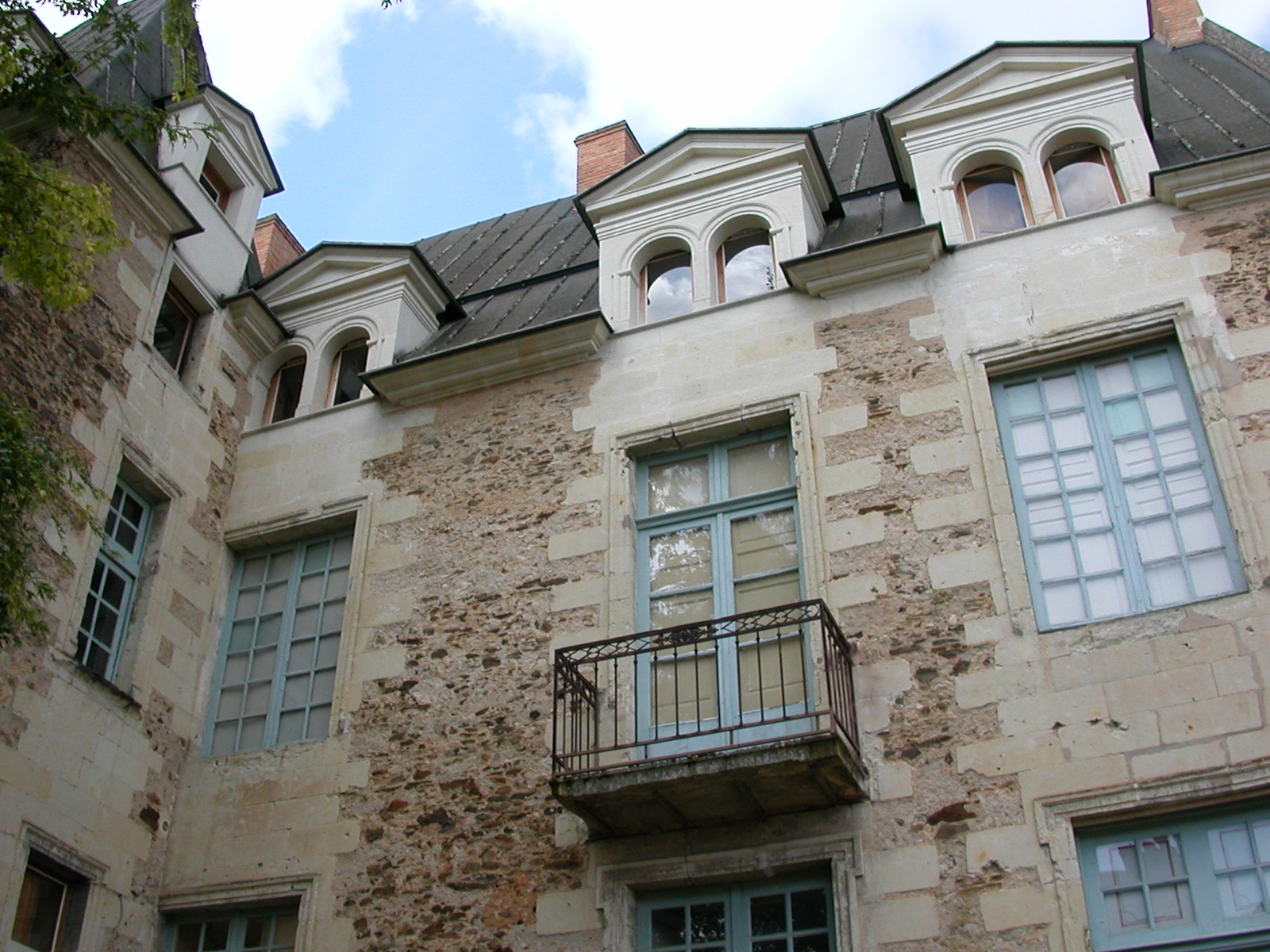
L’hôtel de Lantivy.
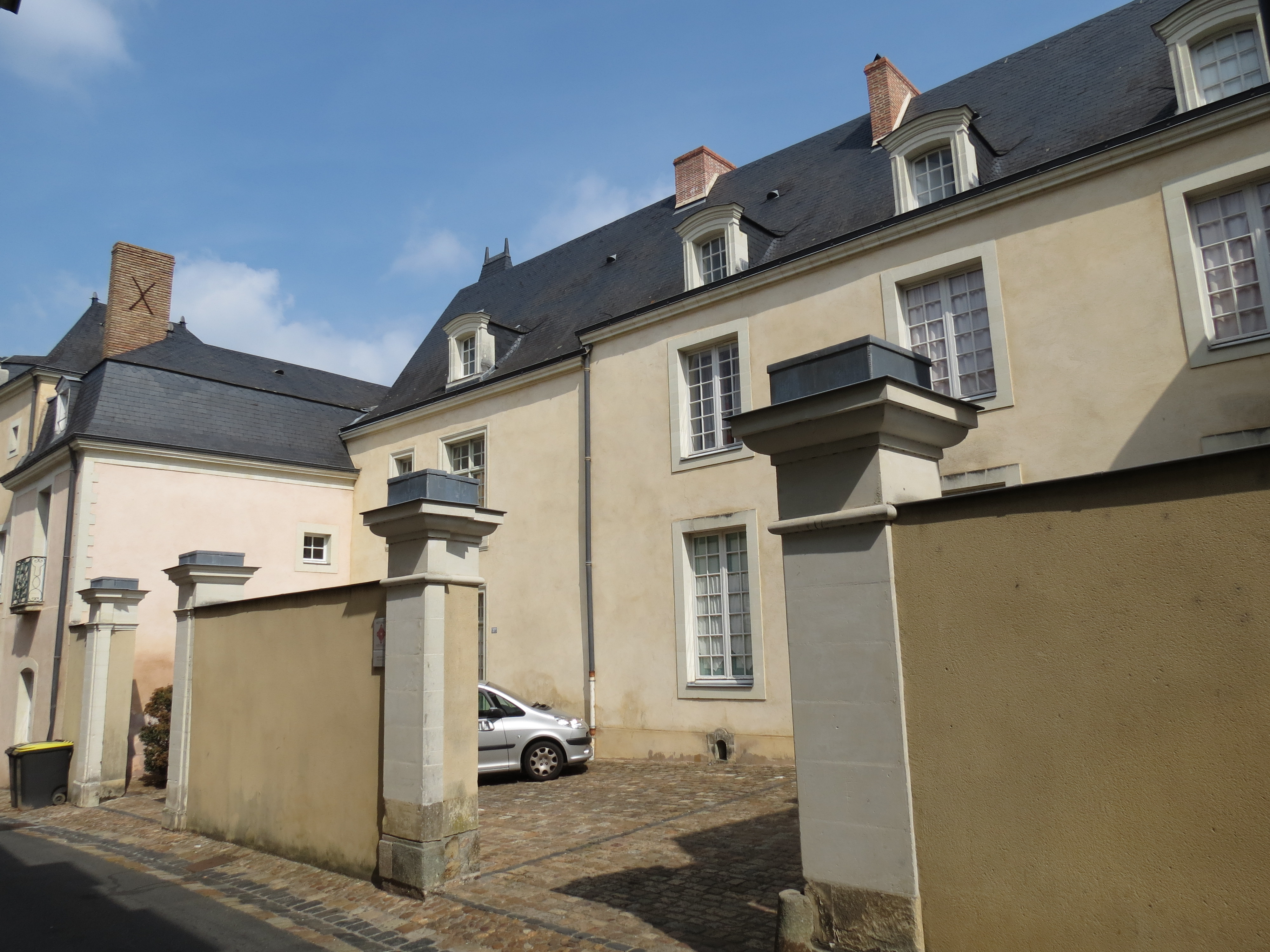
Hôtel de Saint-Luc.
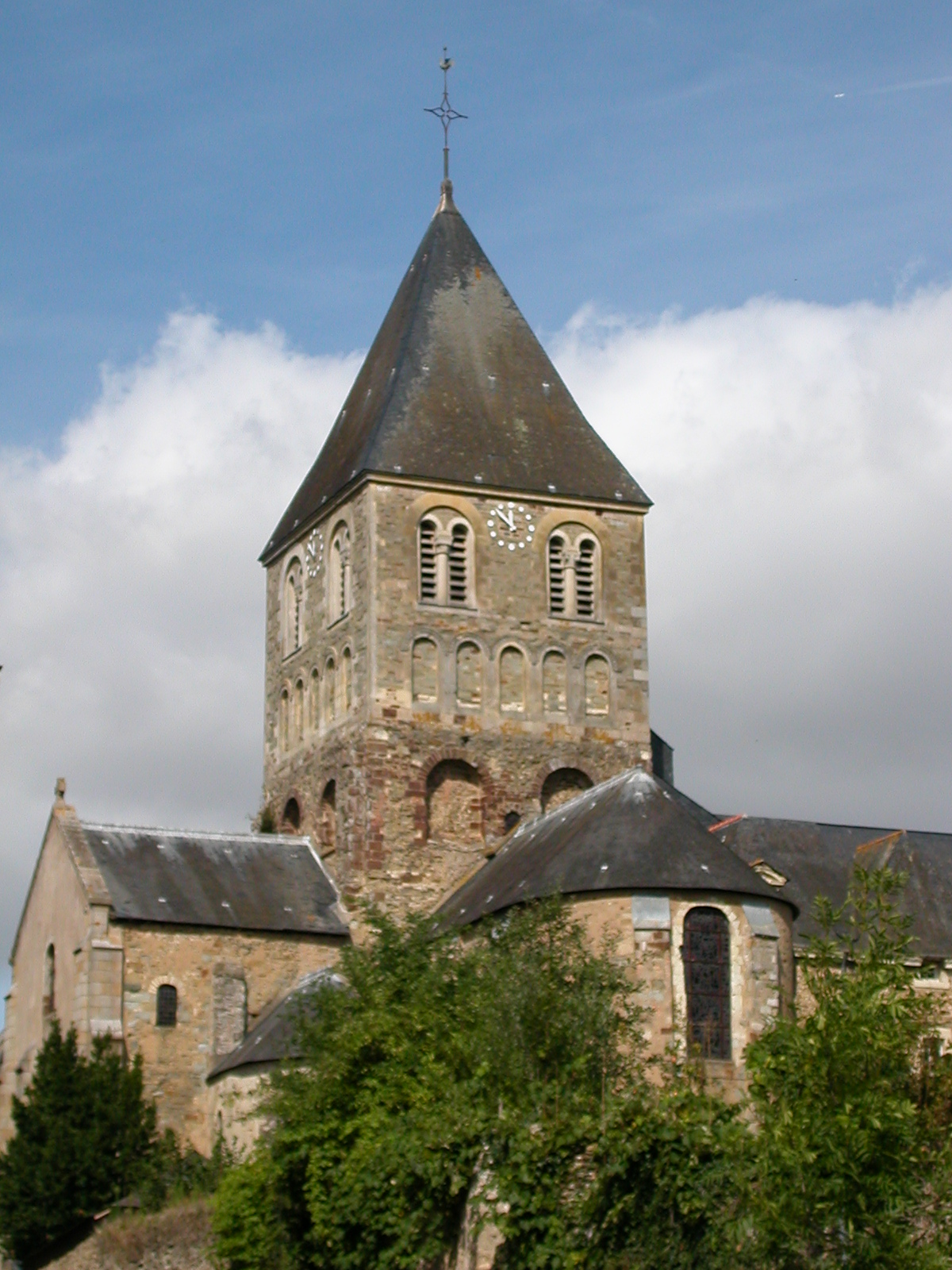
L’église Saint-Jean-Baptiste.
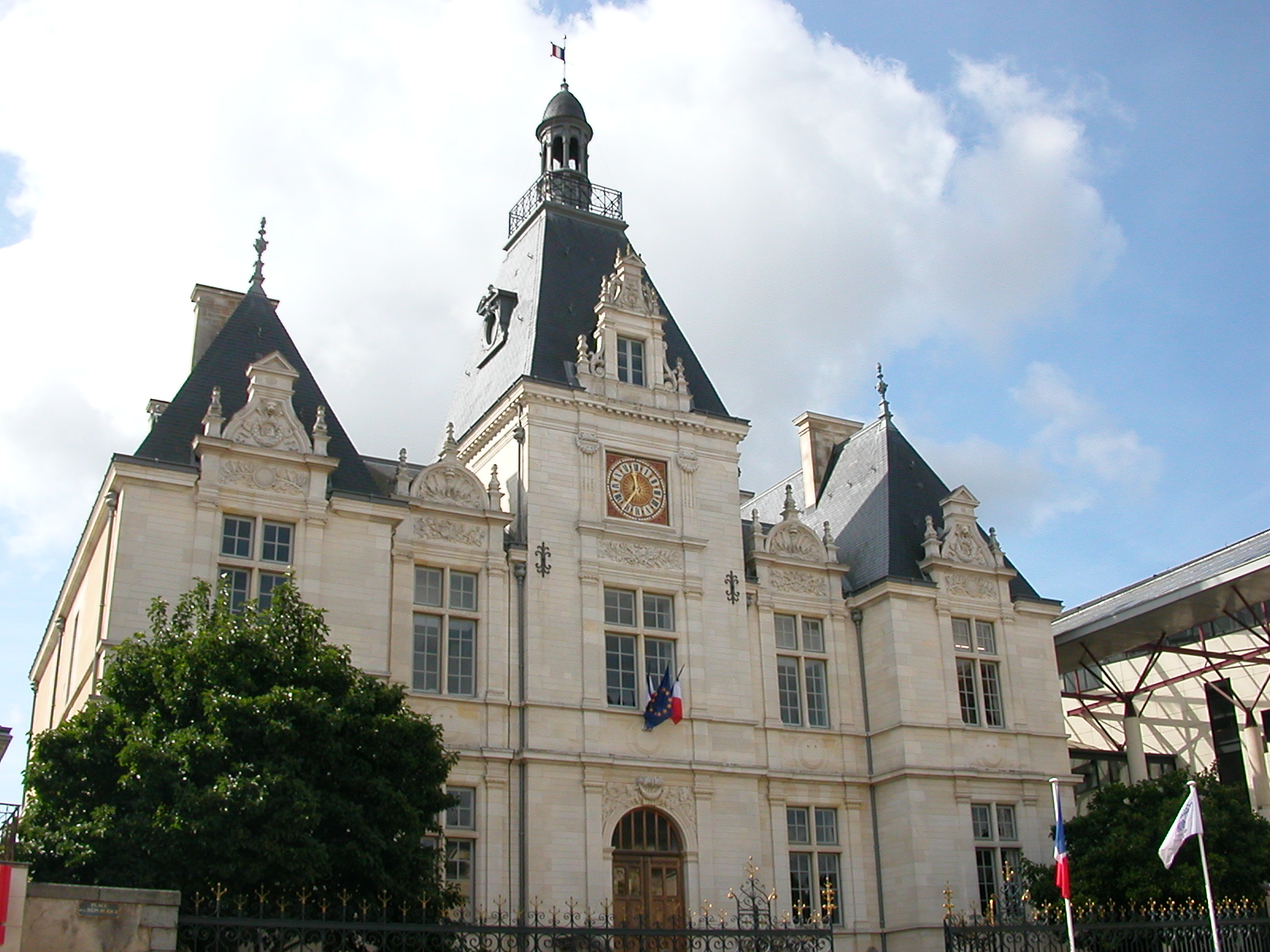
L'hôtel de ville.
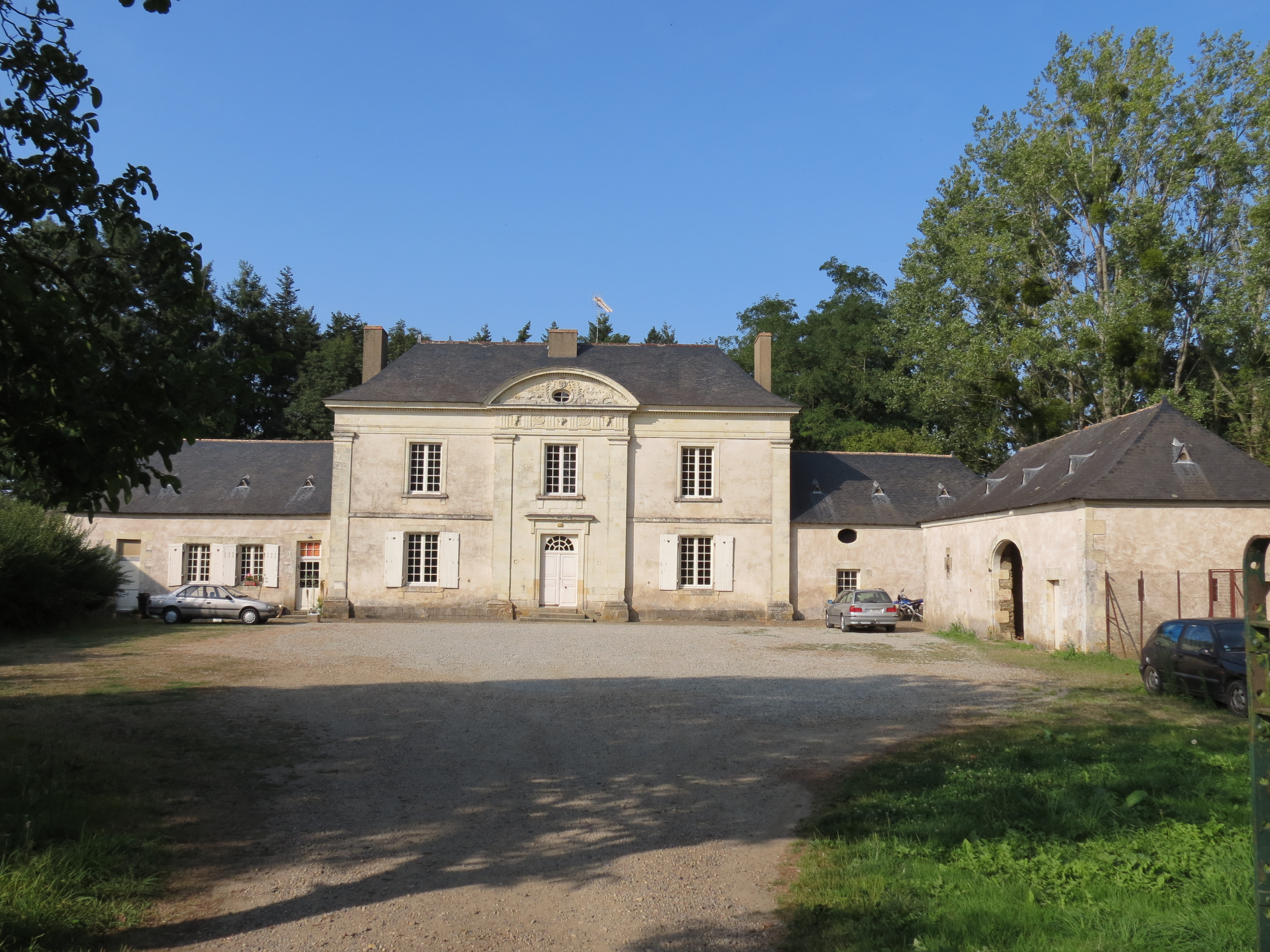
Manoir de Montviant.
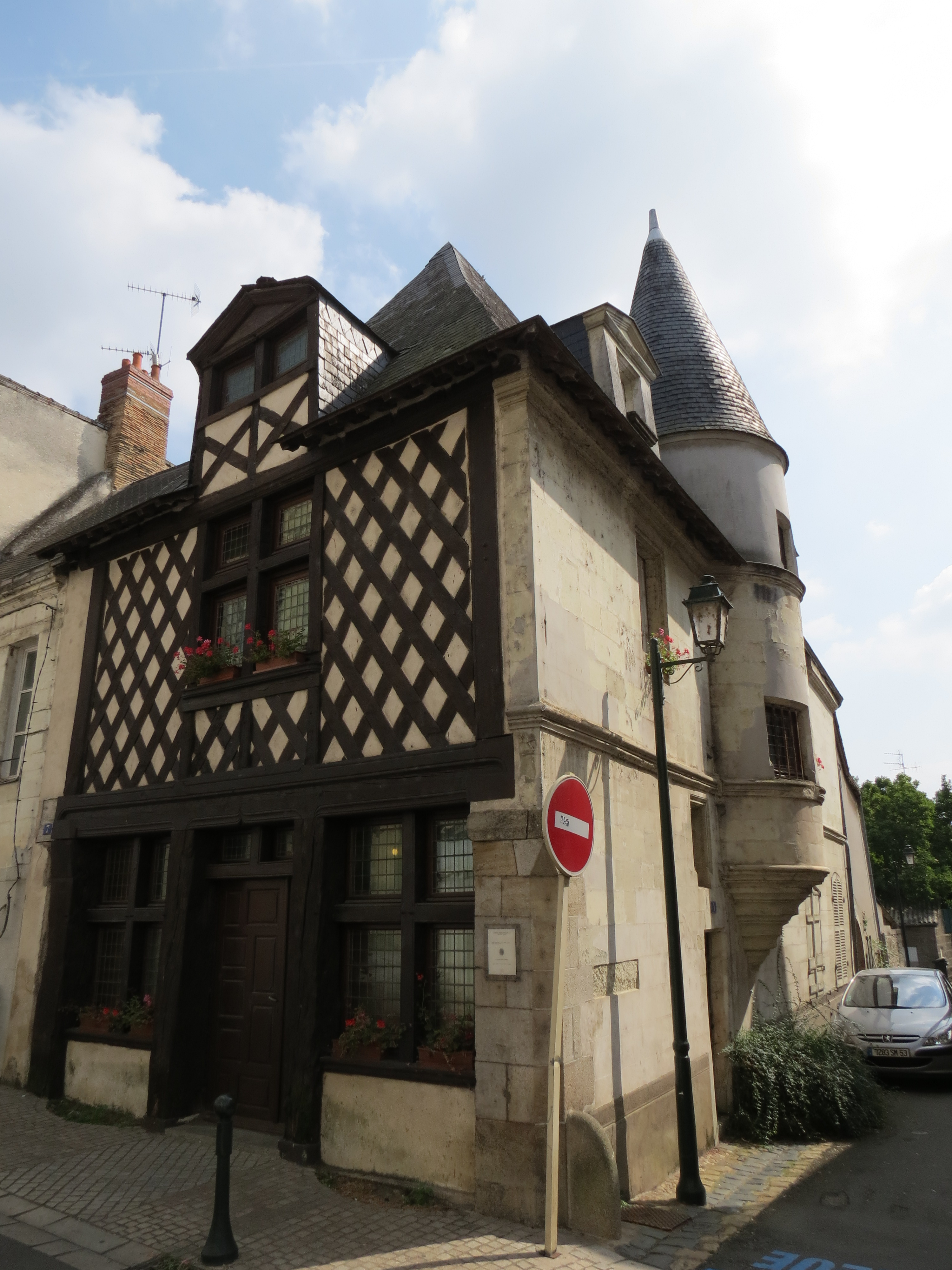
Maison à tourelle de la rue de la Harelle.

#### Autres lieux et monuments
- Le musée d'Art et d'Archéologie, installé dans un hôtel du XVIIe siècle, qui possède des collections antiques, médiévales, contemporaines...
- Les eaux minérales du rocher de « Versailles » furent renommées dès le XIVe siècle. .
- Promenades, dites du Bout-du-Monde, d'où l'on découvre d'agréables points de vue.
- Mur-relief (1966-1975), lycée professionnel Pierre-et-Marie-Curie, œuvre du sculpteur François Stahly. Haut-relief de 60 m de long et 2,50 m de haut, exécuté en travertin florentin.
- Vieux Pont de Château-Gontier.
- Église Saint-Rémi, place Saint-Rémi, construite dans le style du XIIIe siècle, avec flèche en pierre.
- Hôpital Saint-Julien, quai du Docteur Georges Lefévre, dont la chapelle date du XVIIe siècle.
- Monastère de l’Olivier, rue Gaston Martin, communauté de sœurs augustines. Ce monastère de sœurs hospitalières venues de Dieppe au XVIIe siècle, était au service de l'hôpital Saint-Julien de 1674 à 1982. Le monastère est affilié à la congrégation des Augustines de la Miséricorde de Jésus.
- Église Saint-Martin, place de l'Église de Bazouges.
- Église Saint-Michel, rue Trehut.
- Chapelle Saint-Joseph, rue Abel Cahour.
- Chapelle, rue du 11 Novembre.

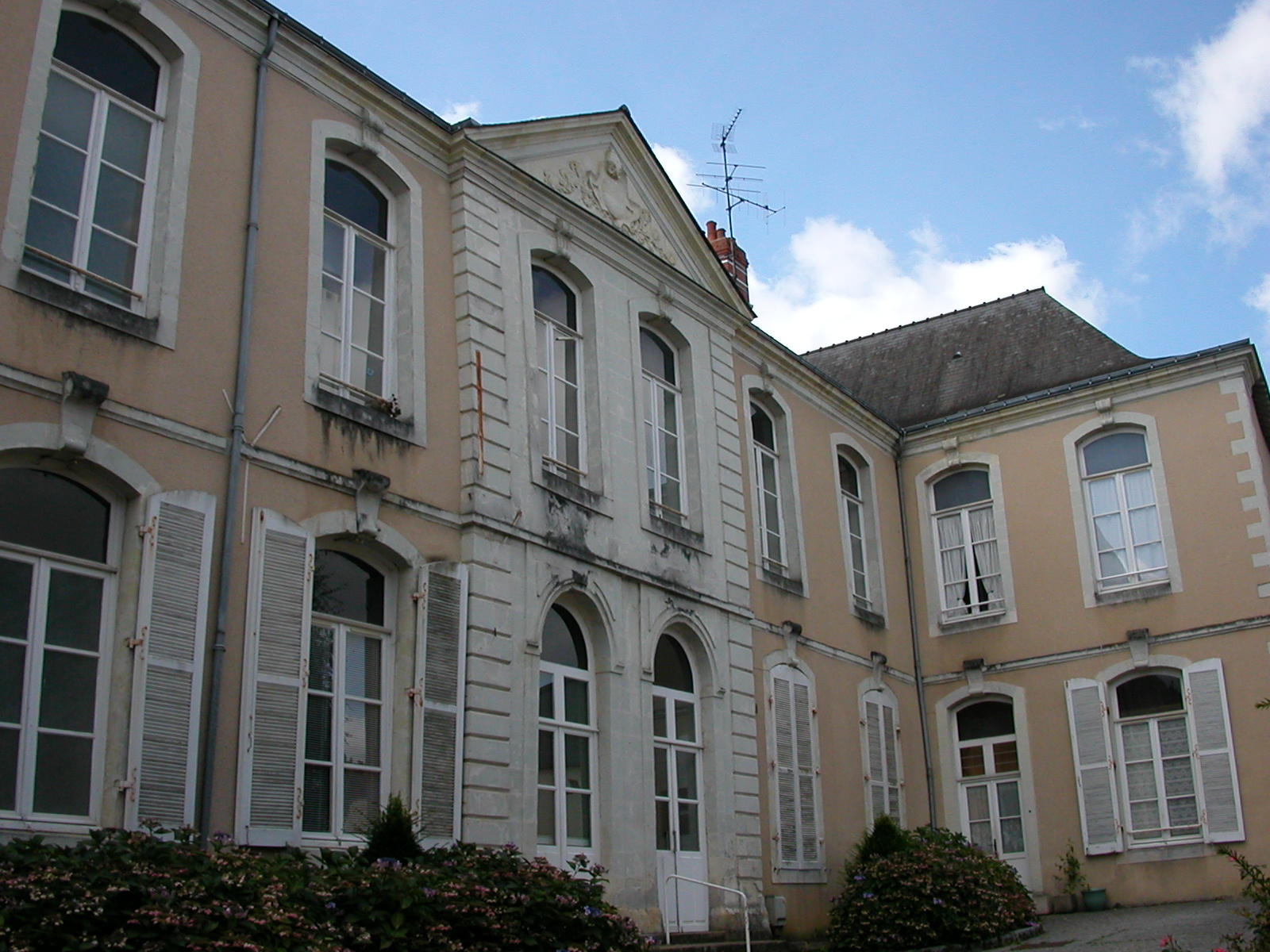
L’hôtel Lemotheux.
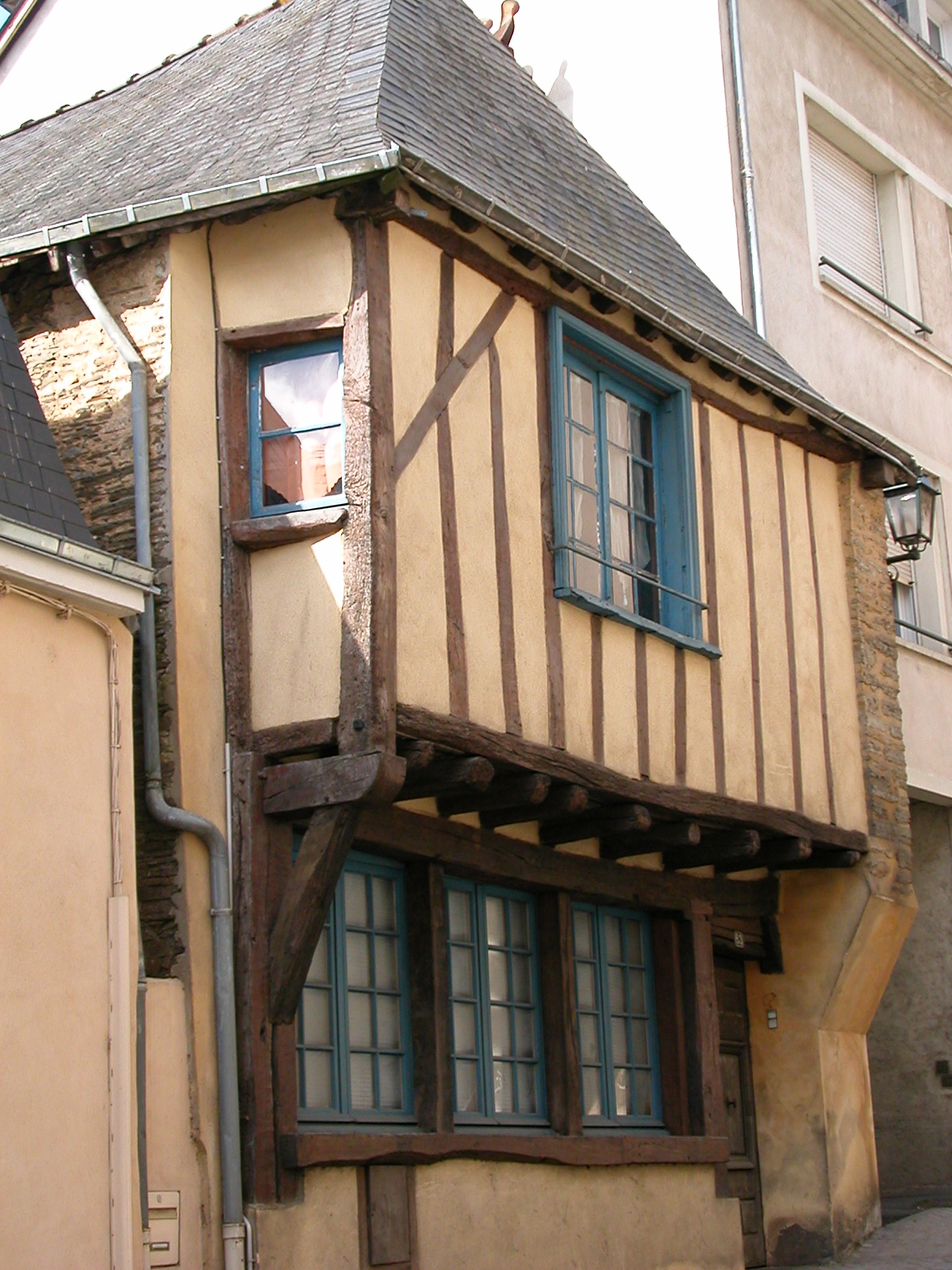
Maison à colombages dans la Grand’ Rue.
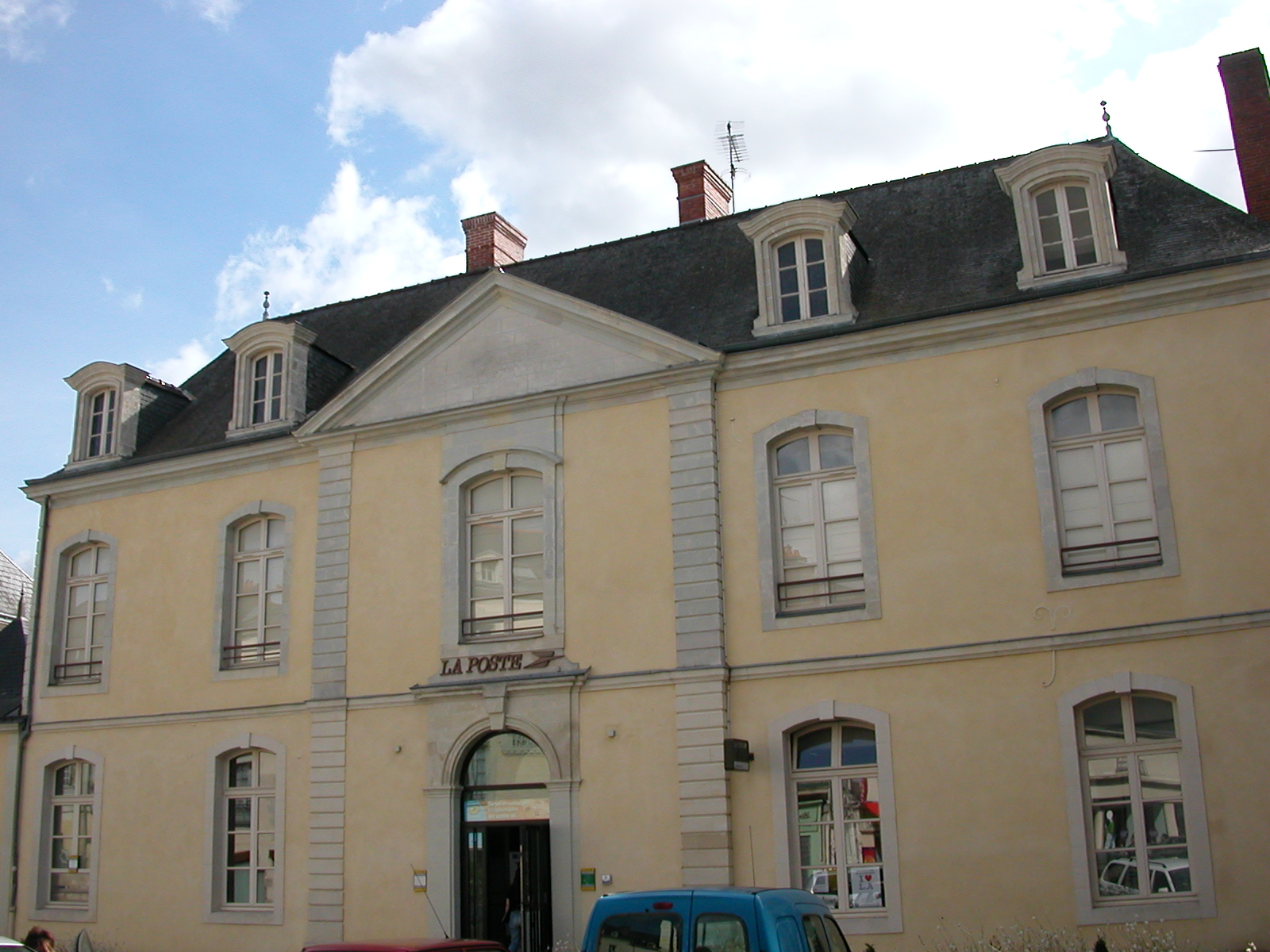
La poste.
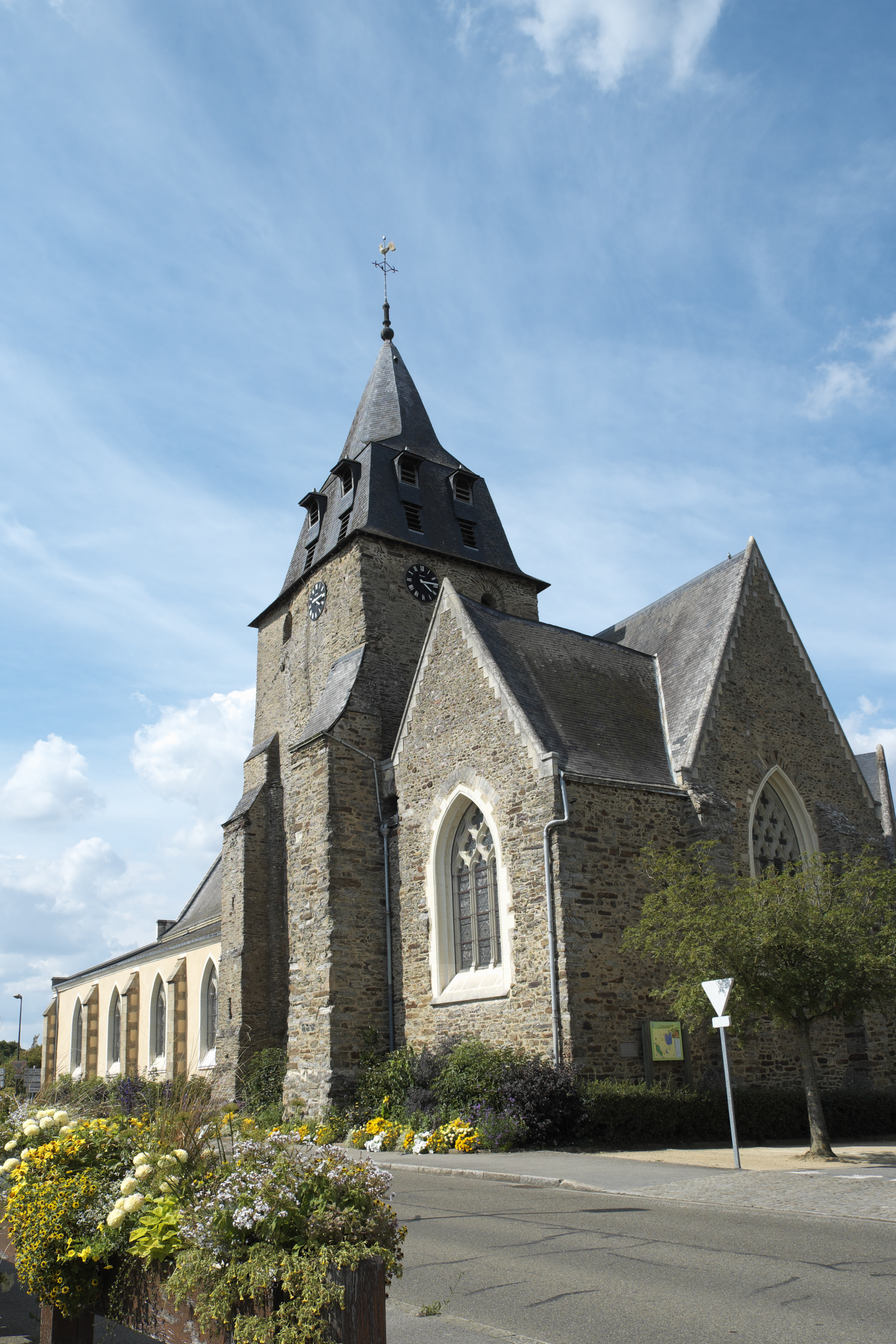
L'église Saint-Martin (Bazouges).

#### Monuments disparus
- Collégiale Saint-Just de Château-Gontier
- Église Saint-Jean-l'Évangéliste

### Personnalités liées à la commune
- Conan II de Bretagne, duc de Bretagne, mort en assiégeant la ville en 1066 ;
- Jean Bourré (1424-1506), trésorier de Louis XI, issu d'une famille de bourgeois angevins de Château-Gontier ;
- Simon Hayneufve (né en 1455 à Château-Gontier - 1546), architecte et peintre ;
- Mathieu Pinault (né en 1624 à Château-Gontier), juriste et magistrat ;
- Basile Horeau (1737-1830), homme d'Église, principal du collège de Château-Gontier ;
- Laurent Lemotheux-d'Audier (1762-1824), homme politique né et décédé à Château-Gontier, député de la Mayenne au Corps législatif.
- René-François Bescher (né en 1763 à Château-Gontier), écrivain et journaliste ;
- Pierre-Mathurin Mercier dit « la Vendée » (1774-1801), aubergiste à l'hôtel du Louvre de Château-Gontier et ami du chef chouan Georges Cadoudal (1771-1804), qui fut fiancé de sa sœur, Lucrèce Mercier ;
- Reine Audu, révolutionnaire française, serait née à Château-Gontier ;
- Louis Florent de Bonchamps  (né en 1782 à Château-Gontier - 1853), homme politique ;
- Charles Loyson (né en 1791 à Château-Gontier - 1819), poète romantique ;
- Auguste de Nagle (1799-1878), homme politique né à Château-Gontier, député de la Charente-Maritime de 1849 à 1851.
- Marie-Sophie Leroyer de Chantepie (née en 1800 à Château-Gontier - 1888), écrivain ;
- Charles Ledroit (né en 1818 à Château-Gontier), personnalité de la Commune de Paris ;
- Guy de Charnacé (né en 1825 à Château-Gontier - 1909), écrivain et musicologue ;
- Virginie Le Taillandier (née en 18?? à Château-Gontier), écrivain ;
- Jules-Marie Daudier (né en 1825 à Château-Gontier - 1909), militaire ;
- Pierre Émile Mahier (né en 1827 à Château-Gontier - 1878), médecin ;
- Horace-Rémy Poussard (né en 1829 à Château-Gontier - 1887), musicien, violoniste ;
- Tancrède Abraham (1836-1895), artiste-peintre et illustrateur, organisa et dirigea le musée de Château-Gontier et sa bibliothèque ;
- Stéphane de Montozon (né en 1837 à Château-Gontier - 1891), bibliophile, imprimeur, homme politique ;
- Paul de Farcy (né en 1841 à Château-Gontier - 1918), historien ;
- Michel Pacewicz (né en 1843 à Château-Gontier-  1921), architecte;
- Louis de Farcy (né en 1846 à Château-Gontier - 1921), historien ;
- Albert Laumaillé (né en 1848  à Château-Gontier -1901), cyclotouriste, coureur sur vélocipède, grand-bi, bicyclettes, motocyclettes, tricycles, et enfin pilote automobile ;
- Augustin Gérard (1857 - mort en 1926 à Château-Gontier), général ;
- Louis Nail (né en 1864 à Château-Gontier - 1920), homme politique ;
- Lucien Mignon (1865-1944), peintre, y est né ;
- Jacques Duboys Fresney (1873 à Château-Gontier - 1956 à Château-Gontier), homme politique, maire d'Origné de 1907 à 1945, conseiller général de la Mayenne de 1907 à 1945 et député de la Mayenne.
- Lucie Delarue-Mardrus (1874 - morte en 1945 à Château-Gontier), écrivain ;
- André Chaignon (né en 1880 à Château-Gontier - 1941), écrivain et journaliste ;
- Gustave Dennery (résidant à Chäteau-Gontier de 1890 à 1941), peintre ;
- Émile Lemonnier (né en 1893 à Château-Gontier - 1945), général ;
- Marius Lepage (né en 1902 à Château-Gontier - 1972), franc-maçon, écrivain ;
- Claude Cahour (née en 1912 à Château-Gontier - 2007), épouse du président de la République Georges Pompidou ;
- Marie-Madeleine Compère, (née en 1946 à Château-Gontier et morte le 7 novembre 2007), historienne ;
- Jean-Yves Potel (né en 1948 à Château-Gontier), géographe ;
- Thierry Goudet (né en 1962 à Château-Gontier), joueur et entraîneur de football ;
- Bruno Jeudy (né en 1963 à Château-Gontier), journaliste ;
- Christelle Marchand (née en 1967 à Château-Gontier), joueuse de handball ;
- Landry Chauvin (né en 1968 à Château-Gontier), entraîneur de football ;
- Gwenaël Le Rouzic (né en 1970 à Château-Gontier), joueur de volley-ball ;
- Olivier Peslier (né en 1973 à Château-Gontier), jockey ;
- Guillaume Chevrollier (né en 1974 à Château-Gontier), député ;
- Aziz Ben Askar (né en 1976 à Château-Gontier), joueur de football ;
- Fabrice Amedeo (né en 1978 à Château-Gontier), journaliste et navigateur ;
- Freddy Bichot (né en 1979 à Château-Gontier), cycliste sur route ;
- François Pervis (né en 1984 à Château-Gontier), cycliste sur piste ;
- Vincent Jérôme (né en 1984 à Château-Gontier), cycliste sur route.
- Valérie Hayer (née en 1986 à Château-Gontier), femme politique.

### Héraldique
| Blason | Blasonnement : D'azur au château couvert d'argent, flanqué de tours crênelées d'argent et pavillonnées du même, ouvert du champ, maçonné et ajouré de sable, au chef cousu de gueules chargé de deux clefs aussi d'argent. |

## Sources
- Altitudes, coordonnées, superficie : répertoire géographique des communes 2012 (site de l'IGN, téléchargement du 24 octobre 2013)